# باسيندالي (جبنة)
سميت جبنة بسندالة بهذا الاسم نسبةً إلى قرية بسندالة البلجيكية، التي تعتبر منشأ هذا النوع من الأجبان، وهو أحد أفضل أنواع الجبن المعروفة في بلجيكا. يتوفر جبن البسندالة العادي بنوعين الأول يدعى بسندالة كلاسيكي والثاني بسندالة بدائي. ثمة نوع قريب من البسندالة العادي جيد النوعية يسمى بسندالة بيل إيج.
تشبه جبنة البسندالة رغيف الخبز. وهي ذات شكل دائري وقشرة صلبة ذات لون بني مع بقع بيضاء. من الداخل يكون الجبن ذهبي اللون ومنقط بثقوب صغيرة ويكون ملمسه كريمياً. القوام ذو اتساق ثابت ورطب وذو مذاق حلو قليلاً مع نكهة غير قوية.

## التاريخ
بدأت عائلة دونك Donck من بسندالة بإنتاج الأجبان عام 1932. تعاون العديد من منتجي الحليب في المنطقة معهم وبعد الحرب العالمية الثانية بدأوا بإنتاج الحليب والزبدة واللبن الرائب أيضاً، وسرعان ما انتقلوا للإنتاج في مصنع كان ينتج الجعة سابقاً. عام 1979، أنتجواً جبناً مستوحى من التقاليد المحلية باسم "دي غرووت هوف غراند فيرمي"، ولأغراض التصدير غيروا الاسم إلى باسندالي عام 1980. عام 1991، استحوذت شركة كامبينا الهولندية على مجموعة كوميلكو التي كانت تنتج جبنة باسندالي. ثم استحوذت عليها شركة بونغرين عام 2007 واحتلت الشركة المركز الثاني في قطاع منتجات الأجبان في السوق البلجيكية.